# Velimir Perasović
Velimir Perasović (Spalato, 9 febbraio 1965) è un allenatore di pallacanestro ed ex cestista croato, fino al 1991 jugoslavo.

## Carriera
Con la Jugoslavia ha disputato i Campionati mondiali del 1990 e i Campionati europei del 1991.
Con la Croazia ha disputato due edizioni dei Giochi olimpici (Barcellona 1992, Atlanta 1996) e due dei Campionati europei (1993, 1995).

## Palmarès

### Giocatore

#### Squadra
- YUBA liga: 4

KK Spalato: 1987-88, 1988-89, 1989-1990, 1990-91
- Coppa di Jugoslavia: 2

KK Spalato: 1990, 1991
- Coppa di Croazia: 1

KK Spalato: 1992
- Copa del Rey: 1

Baskonia Vitoria: 1995
- Copa Príncipe de Asturias: 2

Fuenlabrada: 1998
- Coppa dei Campioni: 3

KK Spalato: 1988-89, 1989-90, 1990-91
- Coppa d'Europa: 1

Baskonia Vitoria: 1995-96

#### Individuale
- MVP Coppa del Re: 1

Baskonia Vitoria: 1994
- MVP Copa Príncipe de Asturias: 1

Fuenlabrada: 1998

### Allenatore

#### Squadra
- Copa del Rey: 1

Baskonia Vitoria: 2006
- Supercoppa spagnola: 1

Baskonia Vitoria: 2006
- Campionato croato: 2

Cibona Zagabria: 2008-09, 2009-10
- Coppa di Croazia: 1

Cibona Zagabria: 2009
- Coppa del Presidente: 1

Efes Pilsen Istanbul: 2010
- Eurocup: 1

Valencia: 2013-14
- VTB United League: 1

UNICS Kazan': 2022-23

#### Individuale
- VTB United League Coach of the Year: 1

UNICS Kazan': 2023-24